# Верхняя Пажма (озеро)
Верхняя Пажма — пресноводное озеро на территории Кестеньгского сельского поселения Лоухского района Республики Карелии и городского поселения Зеленоборского Кандалакшского района Мурманской области.

## Общие сведения
Площадь озера — 3,3 км², площадь водосборного бассейна — 282 км². Располагается на высоте 37,2 метров над уровнем моря.
Форма озера лопастная, продолговатая: оно почти на пять километров вытянуто с запада на восток. Берега изрезанные, каменисто-песчаные, местами заболоченные.
Через Верхнюю Пажма течёт река Нольозерская, впадающая в Нотозеро, через которое протекает река Лопская, впадающая в озеро Пажма, являющееся частью Ковдозера. Через последнее протекает река Ковда, впадающая, в свою очередь, в Белое море.
В озере расположено более десятка безымянных островов различной площади, рассредоточенных по всей площади водоёма.
С юга к озеру подходит автозимник.
Населённые пункты вблизи водоёма отсутствуют.
Код объекта в государственном водном реестре — 02020000611102000001730.